# L'amore ai tempi del colera (film)
L'amore ai tempi del colera (Love in the Time of Cholera) è un film del 2007 diretto da Mike Newell, adattamento cinematografico dell'omonimo romanzo di Gabriel García Márquez, che racconta l'infinita storia d'amore tra Florentino Ariza e Fermina Daza, che attende 51 anni, 9 mesi e 4 giorni per concretizzarsi, dal 1879 agli anni '20.
Negli Stati Uniti il film è uscito il 16 novembre 2007, mentre in Italia è uscito il 21 dicembre 2007.

## Trama
Cartagena, 1879. Florentino Ariza è un giovane poeta che lavora come telegrafista per Lotario Thugut, il quale lo incarica di consegnare un telegramma alla famiglia Daza, appena arrivata in città. Una volta arrivato alla residenza della famiglia Daza, Florentino incrocia lo sguardo con la bella Fermina ed è immediato colpo di fulmine. Il ragazzo nomina la ragazza la sua "Dea Incoronata" e, estasiato dalla passione, inizia un rapporto epistolare con Fermina, che man mano sembra ricambiare i suoi sentimenti. Ma quando il padre di Fermina, Lorenzo Daza, scopre le loro lettere, decide di dividerli, sperando in qualcosa di meglio per la sua unica figlia; così la manda a vivere con la cugina Hildebranda. Passano gli anni e, mentre il paese è sconvolto dalla guerra civile e dal colera, Florentino ormai divenuto un uomo continua a disperarsi aspettando la sua amata.
Una volta tornata a Cartagena, Fermina si ritrova faccia a faccia con Florentino, che le rinnova il suo amore, ma la ragazza toglie ogni speranza all'uomo definendo il loro amore un'illusione. Mentre Florentino soffre per il perduto amore, Fermina, con il favore del padre, accetta la corte dell'affascinante medico Juvenal Urbino, che in seguito sposa. Mentre Fermina parte per una lunga luna di miele a Parigi, Florentino decide di aspettare la sua amata fino alla morte del marito; così inizia a lavorare nella Compagnia Fluviale gestita dallo zio, Don Leo, e scrive lettere d'amore su commissione. Con la complicità della madre di Florentino, lo zio manda il nipote via per lavoro, sperando che questo possa aiutarlo a lenire il suo mal d'amore.
Su uno dei battelli della Compagnia Fluviale, Florentino perde la verginità, finora conservata per la sua amata, in modo violento ed improvviso con una sconosciuta. Una volta scoperto il sesso, Florentino inizia una frenetica attività sessuale fatta di fugaci ed intense avventure con donne belle e bizzarre, che l'uomo annota minuziosamente su un libretto, arrivando a quota 622 amanti. Tra queste 622 donne solo una è riuscita per un attimo a fargli dimenticare Fermina: si tratta della bella e sposata Olimpia, che però viene scoperta ed uccisa dal marito geloso. In seguito anche la madre di Florentino muore dopo una lunga malattia. Nel frattempo Fermina vive la sua vita matrimoniale tra alti e bassi, mettendo al mondo dei figli ma chiedendosi sempre se ha sposato l'uomo giusto, dovendo ingoiare molti rospi tra cui il tradimento del marito.
Col passare del tempo, Florentino prende le redini della Compagnia Fluviale lasciatagli dallo zio e ha un'amante stabile molto più giovane di lui. Ma quando il marito di Fermina muore, Florentino non perde tempo e si presenta a casa della donna, ormai settantaduenne, per rinnovarle il suo amore, ma la donna lo caccia con violenza a causa del suo fresco lutto. Ma Florentino non si perde d'animo, e come quando era giovane, inizia a scrivere lettere appassionanti alla donna, fino a che questa cede alla sua corte. I due riscoprono l'antica passione, e su uno dei battelli di Florentino, che ha riservato solo per loro, il loro amore viene finalmente consumato, dopo aver aspettato 51 anni, 9 mesi e 4 giorni, notti comprese.